# Søs Søby
Søs Simone Søby, née le 11 mars 1991 à Aalborg, est une handballeuse internationale danoise.

## Biographie
Søs Søby fait ses débuts en équipe nationale le 2 juin 2013 face à la Turquie. Pour sa neuvième sélection, le 11 octobre 2014, elle se blesse gravement à la tête. N'ayant jamais pu reprendre le handball, elle annonce la fin de sa carrière le 10 mai 2017.